# Gwiezdne wojny: część III – Zemsta Sithów
Gwiezdne wojny: część III – Zemsta Sithów (ang. Star Wars: Episode III – Revenge of the Sith) – chronologicznie trzecia część sagi Gwiezdne wojny, powstała jako szósta w 2005 roku. Jej reżyserem jest George Lucas. Na podstawie filmu powstała gra: Star Wars: Episode III. 11 października 2013 film miał wrócić do kin, twórcy jednak zmienili zdanie i postanowili skupić się na VII części Gwiezdnych wojen.
Serwis Rotten Tomatoes przyznał filmowi wynik 80%.

## Fabuła
Wojny klonów trwają już trzy lata. Separatyści, dowodzeni przez Lorda Sithów hrabiego Dooku, porwali kanclerza Palpatine’a. Na ratunek ruszają dwaj rycerze Jedi: mistrz Obi-Wan Kenobi i jego przyjaciel oraz uczeń – Anakin Skywalker. Dostają się na pokład okrętu, na którym przetrzymywany jest kanclerz, ale wpadają w pułapkę. Kenobi zostaje ogłuszony w walce z hrabią Dooku, ale Skywalker zwycięża i namawiany przez kanclerza zabija pokonanego i bezbronnego Dooku, co jest sprzeczne z zasadami Jedi. Podczas walki na statku ucieka jednak inny groźny przeciwnik – cyborg generał Grievous, który przejmuje dowództwo nad armią separatystów.
Ocalony z opresji kanclerz Palpatine domaga się większych uprawnień. Niepokoi to rycerzy Jedi. Tymczasem kanclerz umieszcza w Radzie Jedi młodego Skywalkera jako swojego przedstawiciela. Jedi się godzą, ale jeszcze nie dają Skywalkerowi tytułu mistrza. Chcą też, by donosił im o posunięciach kanclerza. Decyzje Rady wzbudzają nieufność u Skywalkera. Młody Jedi dowiaduje się też, że jego żona Padmé jest w ciąży. Anakina nęka koszmar, w którym widzi, jak jego ukochana umiera podczas porodu.
Wkrótce potem mistrz Yoda udaje się z batalionem klonów na Kashyyyk, planetę Wookieech, którą zaatakowały droidy Grievousa. Sam generał zostaje zlokalizowany przez wywiad Republiki na odległej niezależnej planecie Utapau. Rada Jedi wysyła tam Kenobiego z oddziałem klonów. Decyzja ta wzbudza gniew Skywalkera, któremu kanclerz powiedział wcześniej, że na pewno tę niebezpieczną misję Rada powierzy właśnie jemu. Skywalker jest przekonany, że Rada mu nie ufa i odsuwa go od swoich działań.
Podczas przedstawienia w operze kanclerz opowiada Skywalkerowi historię o najpotężniejszym z Sithów Darcie Plagueisie, który zapanował nad śmiercią. Ciągle nękany koszmarami Skywalker, zaczyna marzyć o uzyskaniu takiej mocy. Podczas kolejnej rozmowy z kanclerzem Skywalker domyśla się, że to właśnie on jest Darthem Sidiousem, lordem Sithów, który stoi za rebelią. W tym samym czasie Kenobi zabija generała Grievousa po długim pościgu.
Skywalker wyznaje mistrzowi Mace Windu z Rady Jedi, kim naprawdę jest kanclerz, a tamten postanawia go aresztować i wyrusza do niego wraz z trojgiem innych Jedi. Palpatine zabija w początkowej fazie walki wszystkich oprócz Windu, który go pokonuje. Mistrz Jedi zabiłby kanclerza, gdyby nie interwencja Skywalkera, który się boi, że bez pomocy znającego Ciemną Stronę Mocy Palpatine’a Padmé umrze. Odcina więc Windu dłoń, a kanclerz dobija mistrza. Skywalker składa pokłon Sidiousowi, przechodzi na Ciemną Stronę Mocy i staje się Darthem Vaderem, uczniem Dartha Sidiousa.
Na rozkaz Sidiousa, Vader atakuje na czele Legionu 501 Świątynię Jedi na Coruscant i zabija wszystkich znajdujących się tam mistrzów, rycerzy, padawanów oraz młodziutkich uczniów. Kanclerz wydaje klonom Rozkaz 66 – polecenie zabicia wszystkich Jedi. Dowodzący rozrzuconymi po całej galaktyce oddziałami klonów Jedi giną z rąk swoich podkomendnych. Jedynie nieliczni z nich uchodzą cało z masakry.
Kanclerz wykorzystuje okoliczności aresztowania i mówi w senacie, że Jedi próbowali go zamordować. Bez trudu przekonuje senatorów do idei przekształcenia Republiki w Imperium Galaktyczne z nim jako imperatorem.
Kenobi i Yoda z pomocą senatora Baila Organy dostają się na Coruscant. Tam dowiadują się prawdy o Skywalkerze. Postanawiają, że musi zginąć. Kenobi udaje się do Padmé. Ta nie zdradza mu, gdzie jest jej ukochany, ale wkrótce wyrusza na wulkaniczną planetę Mustafar, gdzie Sidious wysłał Vadera, by ten zlikwidował niepotrzebnych mu już przywódców separatystów i tym samym zakończył wojnę. Kenobi niezauważony przez Padmé wsiada na jej statek. Yoda zaś ponosi porażkę w walce z Darthem Sidiousem. Po zażartej walce uznaje się za pokonanego i opuszcza Coruscant z senatorem Organą.
Kenobi i Padmé lądują na Mustafar, gdzie spotykają Vadera. Ten, przekonany, że żona go zdradziła, w napadzie szału zaczyna ją dusić, używając Mocy. Padmé pada nieprzytomna. Wywiązuje się walka między Kenobim a jego uczniem. Po bardzo długiej walce Vader przegrywa i traci lewą rękę oraz obie nogi. Kenobi zostawia go ciężko rannego i palącego się na brzegu rzeki lawy.
Kenobi dociera z nieprzytomną Padmé na pokład Tantive IV, gdzie znajdują się już Yoda i Bail Organa. Udają się z chorą do centrum medycznego w pasie asteroid Polis Massa. Tam Padmé umiera podczas porodu. Uratowanym dzieciom przed śmiercią nadaje jeszcze imiona – Luke i Leia.
Ciężko rannego i mocno poparzonego na całym ciele Skywalkera-Vadera znajduje Darth Sidious. Po ciężkiej operacji Vader wraca do służby u boku swojego nowego mistrza z protezami zamiast kończyn i z twarzą zakrytą maską.
Padmé zostaje pochowana na swojej ojczystej planecie Naboo, w rękach ma naszyjnik, który otrzymała od Anakina Skywalkera kilkanaście lat temu. Bail Organa zabiera córkę Skywalkera do siebie na Alderaan. Luke trafia do swojego wujostwa na Tatooine, gdzie ma dorastać pod ich czujnym okiem. Obi-Wan Kenobi postanawia ukryć się na Tatooine, gdzie będzie mógł pilnować Luke’a i szkolić się u boku swojego dawnego mistrza Qui-Gona, który wrócił z zaświatów Mocy.

## Obsada
| Postać                         | Aktor                                                    | Polski dubbing                                                       |
| ------------------------------ | -------------------------------------------------------- | -------------------------------------------------------------------- |
| Obi-Wan Kenobi                 | Ewan McGregor                                            | Jarosław Domin                                                       |
| Anakin Skywalker / Darth Vader | Hayden Christensen James Earl Jones (głos Dartha Vadera) | Tomasz Bednarek (Anakin Skywalker) Mirosław Zbrojewicz (Darth Vader) |
| senator Padmé Amidala          | Natalie Portman                                          | Aleksandra Rojewska                                                  |
| Hrabia Dooku                   | Christopher Lee                                          | Zbigniew Konopka                                                     |
| Mace Windu                     | Samuel L. Jackson                                        | Jacek Rozenek                                                        |
| Yoda                           | Frank Oz (głos)                                          | Mariusz Czajka                                                       |
| kanclerz/imperator Palpatine   | Ian McDiarmid                                            | Ryszard Nawrocki                                                     |
| C-3PO                          | Anthony Daniels                                          | Grzegorz Wons                                                        |
| R2-D2                          | Kenny Baker                                              | –                                                                    |
| generał Grievous               | Matthew Wood (głos)                                      | Jacek Kopczyński                                                     |
| Tion Medon                     | Bruce Spence                                             | Andrzej Żarnecki                                                     |
| kapitan Typho                  | Jay Laga’aia                                             | Jacek Mikołajczak                                                    |
| kapitan Raymus Antilles        | Rohan Nichol                                             | Andrzej Butruk                                                       |
| senator Bail Organa            | Jimmy Smits                                              | Piotr Zelt                                                           |
| Ki-Adi-Mundi                   | Silas Carson                                             | Jacek Bursztynowicz                                                  |
| Nute Gunray                    | Silas Carson                                             | Jerzy Dominik                                                        |
| Jar Jar Binks                  | Ahmed Best                                               | –                                                                    |
| Mas Amedda                     | David Bowers                                             | Mirosław Zbrojewicz                                                  |
| Chewbacca                      | Peter Mayhew                                             | –                                                                    |
| Wilhuff Tarkin                 | Wayne Pygram                                             | –                                                                    |
| królowa Apailana               | Keisha Castle-Hughes                                     | –                                                                    |
| Jeremoch Colton                | Jeremy Bulloch                                           | –                                                                    |
| Żołnierze-klony                | Temuera Morrison                                         | Wojciech Paszkowski                                                  |

## Nagrody
Zemsta Sithów była nominowana do Oscara w kategorii Najlepsza Charakteryzacja. Otrzymała też Filmową Nagrodę MTV w kategorii Najlepszy Czarny Charakter (Hayden Christensen), a także nominacje do tej nagrody w kategoriach Najlepszy Bohater (Ewan McGregor) i Najlepsza Walka (Ewan McGregor kontra Hayden Christensen).
Hayden Christensen zdobył Złotą Malinę za swoją rolę w Zemście Sithów w kategorii „Najgorszy aktor drugoplanowy”.